# Edward Etzel

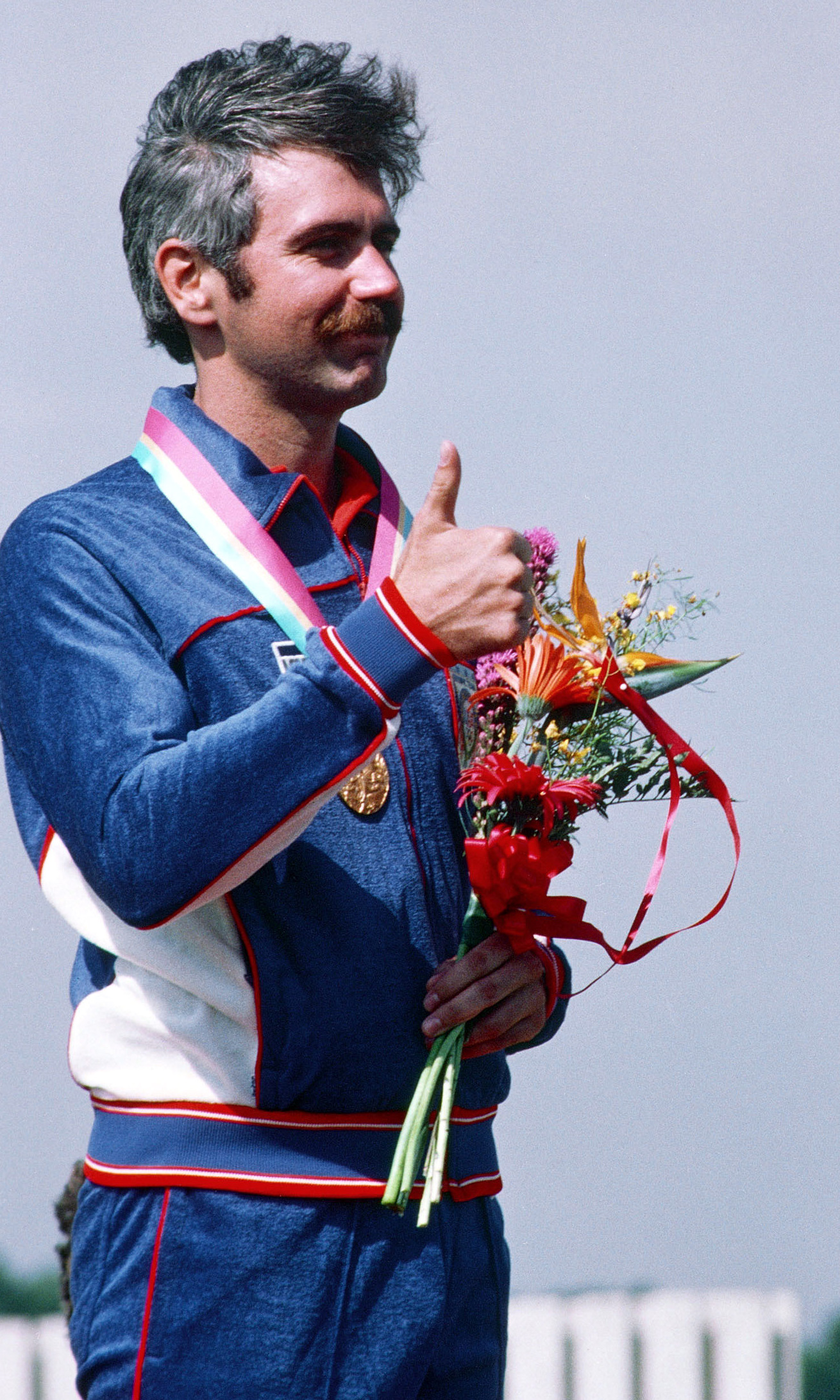
Edward Etzel

Edward Frederick "Ed" Etzel, Jr., född 6 september 1952 i New Haven i Connecticut, är en amerikansk före detta sportskytt.
Han blev olympisk guldmedaljör i gevär vid sommarspelen 1984 i Los Angeles.